# Felicia Impastato (film)
Felicia Impastato è un film per la televisione del 2016 diretto da Gianfranco Albano, incentrato sulla vita di Felicia Bartolotta dopo l'uccisione del figlio, l'attivista antimafia Peppino Impastato, avvenuta a Cinisi per opera della cosca mafiosa di Gaetano Badalamenti. Felicia è interpretata da Lunetta Savino.

## Trama
9 maggio 1978. Il corpo di Peppino Impastato, 30 anni, militante demoproletario di Cinisi, viene ritrovato dilaniato lungo la ferrovia Palermo-Trapani e la prima ricostruzione dei Carabinieri lascia pensare a un attentato che lo stesso Peppino stava tentando di mettere in atto e del quale sarebbe rimasto vittima, oppure ad un suo suicidio. La madre Felicia, il fratello Giovanni e i vari amici del giovane, tuttavia, non credono a questa versione dei fatti. Secondo loro infatti il giovane sarebbe stato ucciso da Cosa nostra, che si voleva vendicare per l'attivismo di Peppino, il quale si era candidato alle elezioni comunali, conducendo una campagna elettorale, ed aveva fondato una radio, Radio Aut, dalla quale attaccava i mafiosi e ne denunciava i crimini, e suo padre Luigi, mafioso a sua volta ed amico del boss locale Gaetano Badalamenti, era morto l'anno precedente in un presunto incidente e non poteva più proteggerlo. Iniziano così a cercare le prove del coinvolgimento di Badalamenti e solo dopo diversi anni trovano magistrati come Rocco Chinnici e Antonino Caponnetto disposti a credere alla loro versione dei fatti. Grazie anche alle testimonianze di alcuni pentiti, il boss verrà condannato all'ergastolo nel 2002 come mandante dell'omicidio dopo che il caso era stato archiviato per due volte, nel 1984 e nel 1992.

## Accoglienza
Il film è andato in onda su Rai 1 il 10 maggio 2016 totalizzando 6.871.000 telespettatori e il 26.98% di share.
Il film è stato riproposto su Rai 1 venerdì 22 maggio 2020 alle ore 21:15, totalizzando oltre 5 milioni di spettatori. Il film è stato poi nuovamente riproposto su Rai 1 domenica 1º maggio 2022 alle ore 21:25.